# 王千源事件

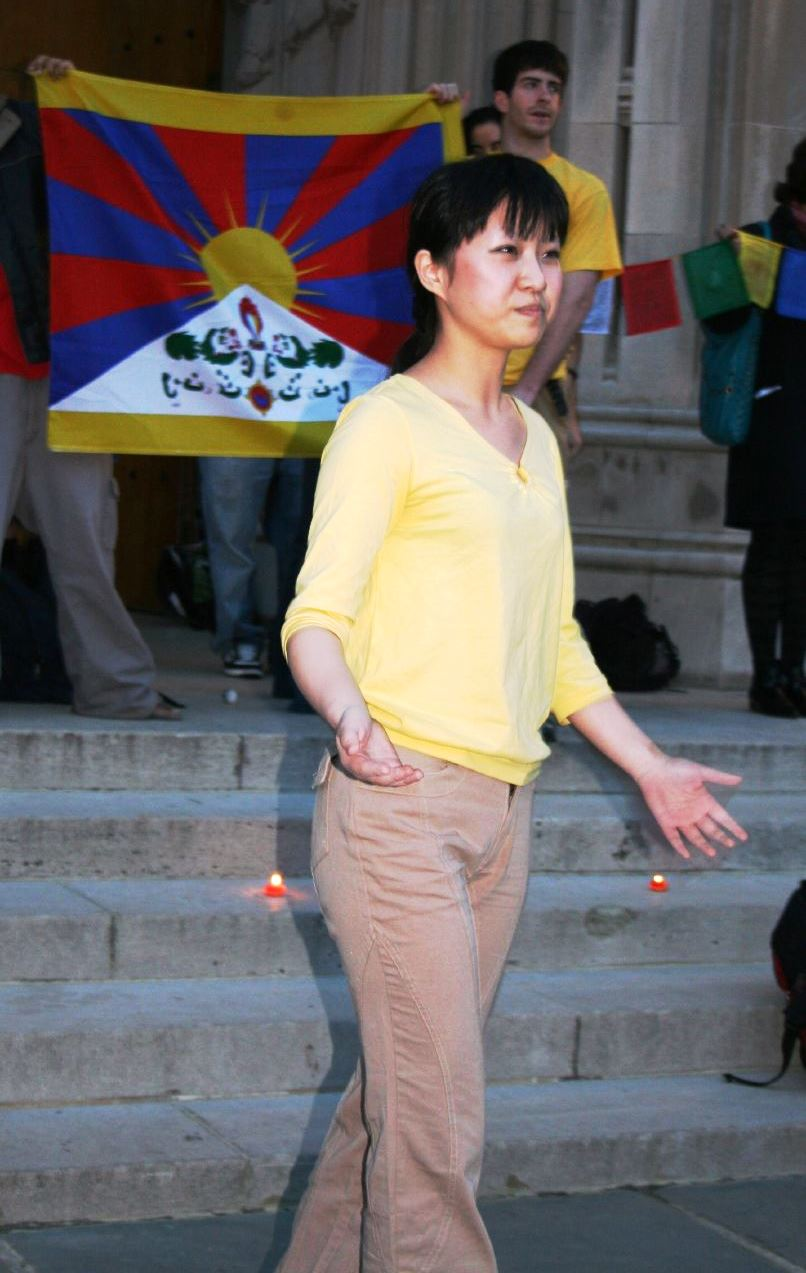
王千源（2008年）

王千源事件（おうせんげんじけん）とは、2008年4月9日、北京オリンピックの聖火リレーがサンフランシスコで行われた日のふるまいを原因として、アメリカのデューク大学に留学中の中国人学生、王千源 (Grace Wang Qianyuan) が「漢奸」としておもにインターネット上での人身攻撃（人肉捜索）を受け、個人情報が流出し、実家に被害が及んだ事件。

## 事件
4月9日、北京オリンピックの聖火リレーがサンフランシスコを通過する日、中国を支持する側とチベットを支持する側の人々が対立していた。王千源は、チベット側支持者の一人に青い塗料で "Save Tibet" というボディペイントをしたが、チベット支持者側のデモ自体には加わっていなかった。ある関係者によると、彼女は両方の側に友人がいたので、両グループが対話をするように促していた。彼女は香港の旗が認められているのにチベットの旗を制限しようとするのはおかしいという、一般の華人にとっては受け入れ難い説を述べて、中国政府の主張を支持する人々と論争になった。
4月17日、中央電視台のウェブサイトで「最も醜い留学生（最丑陋的留学生）」として写真とビデオが紹介され、インターネット上に「漢奸」という言葉とともに彼女の写真が出回った。数千の軽蔑的、脅迫的な噂と投稿がなされた。それは露骨に性的で、印刷に適さないものだった。彼女の個人情報はインターネット上に掲載され、名前、ID番号、連絡先だけでなく、青島に住むの両親の住所、電話番号までが公開された。彼女は、ID番号は警察しか知りえない情報なのでショックを受けたと語っている。母校である高校では王を非難する集会が開かれ、彼女の卒業資格は取り消され、愛国主義的な教育が強化された。
次に、両親の家の前にバケツ一杯分の排泄物が撒かれている写真がインターネットに掲載された。彼女の両親は安全上の理由から家を放棄し、現在の居場所は不明だが、王は唯一 Eメールで連絡をとっている。彼女には、大学の配慮によって警察の警護がついている。
王は、イタリア語、フランス語、ドイツ語などの語学を学習し、アラビア語を学習するつもりであり、30歳になるまでに中国語と英語以外に10か国語をマスターすることが目標である。また、クラスメイトのチベット人と出会い、彼らが中国化によってチベット語も学べなくなったことを知ったので、彼らと分かちあうためにチベット語を学びたがっている。

## 発言
事件後、彼女は中国人のインターネットユーザーに向けてメッセージを発表した。そこで彼女は、"鷸蚌相爭，漁翁得利" という諺を引用し、チベット人の心が中国から離れよりアメリカに親しみを感じるようになっていることを警鐘し、また曹植の七歩詩（同じ根から生えた豆なのに、何故お互いを煮ることを急ぐのか）を引用し同じ国の民族を弾圧することに疑問を呈している。また孫子の "窮寇莫追"、"損剛益柔" という言葉や、老子の "上善若水" という言葉を引用している。
彼女はラジオ・フリー・アジアのインタビューで、「まさに文革を連想させる」と話した。また、両親が出したとされる謝罪文について、他の誰かが書いた可能性が高いことを示唆した。
ニューヨーク・タイムズ記者ニコラス・クリストフ (Nicholas D. Kristof) は、盲目的、狂信的なイデオロギー信奉者の学生たちが暴徒となってのインテリの糾弾は、プロレタリア文化大革命の色合いがあると述べた。